# Paulinum
Il Paulinum – Auditorium e chiesa universitaria di San Paolo (in tedesco Paulinum – Aula und Universitätskirche St. Pauli) è un edificio dell'Università di Lipsia situato in piazza Augustusplatz, nel centro città di Lipsia, in Germania. L'edificio è stato costruito tra il 2007 e il 2017 su progetto dell'architetto olandese Erick van Egeraat sul luogo in cui la chiesa di San Paolo del XIII secolo, sopravvissuta alla Seconda Guerra Mondiale, fu distrutta con esplosivi dalle autorità della Germania dell'Est il 30 maggio 1968. Edificio universitario, il Paulinum riunisce sotto il suo tetto sia gli istituti scientifici che la chiesa universitaria. L'auditorium può essere separato da questo tramite una parete in vetro trasparente.
L'edificio è stato completato nel 2017, con costi pari a 117 milioni di euro, il doppio del progetto originario. Dall'estate 2012 è in uso l'adiacente Augusteum. L'apertura ufficiale del Paulinum avviene dal 1º al 3 dicembre 2017 in occasione del 608º anniversario dell'Università di Lipsia.

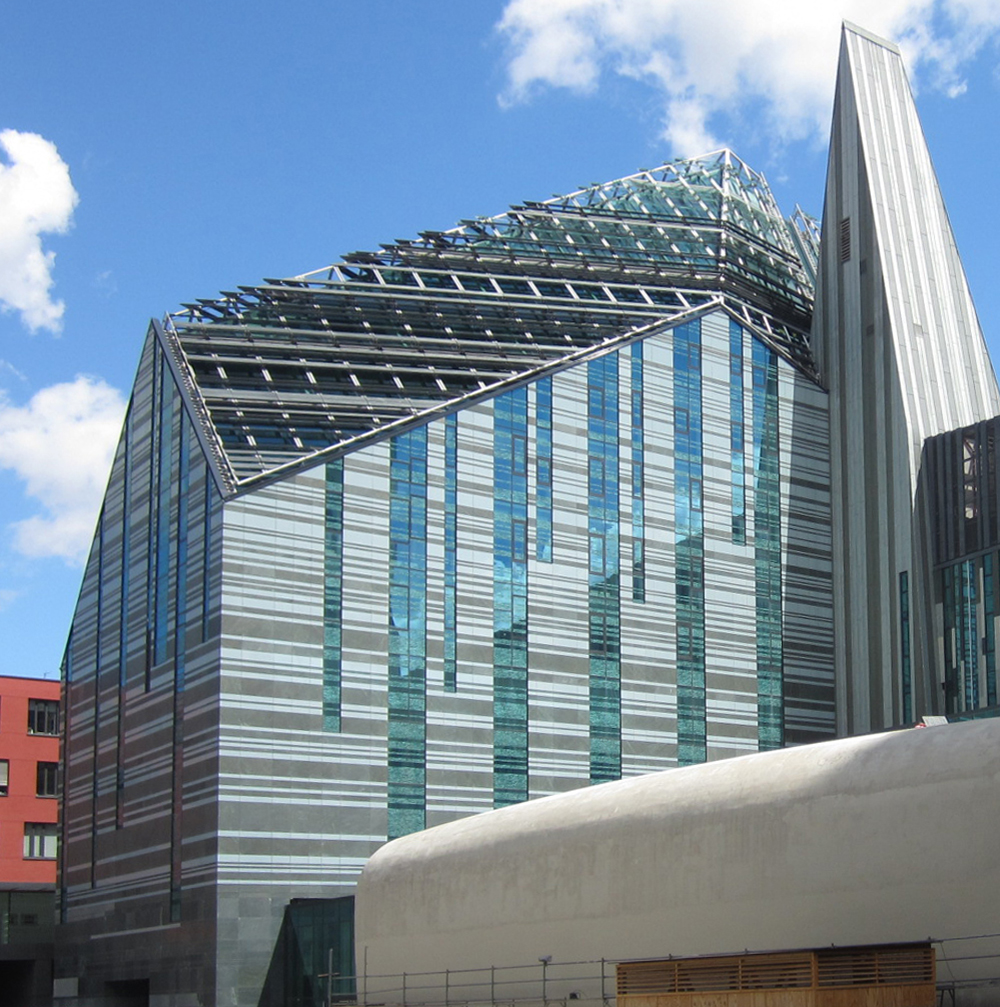
Facciata posteriore, tetto e campanile.
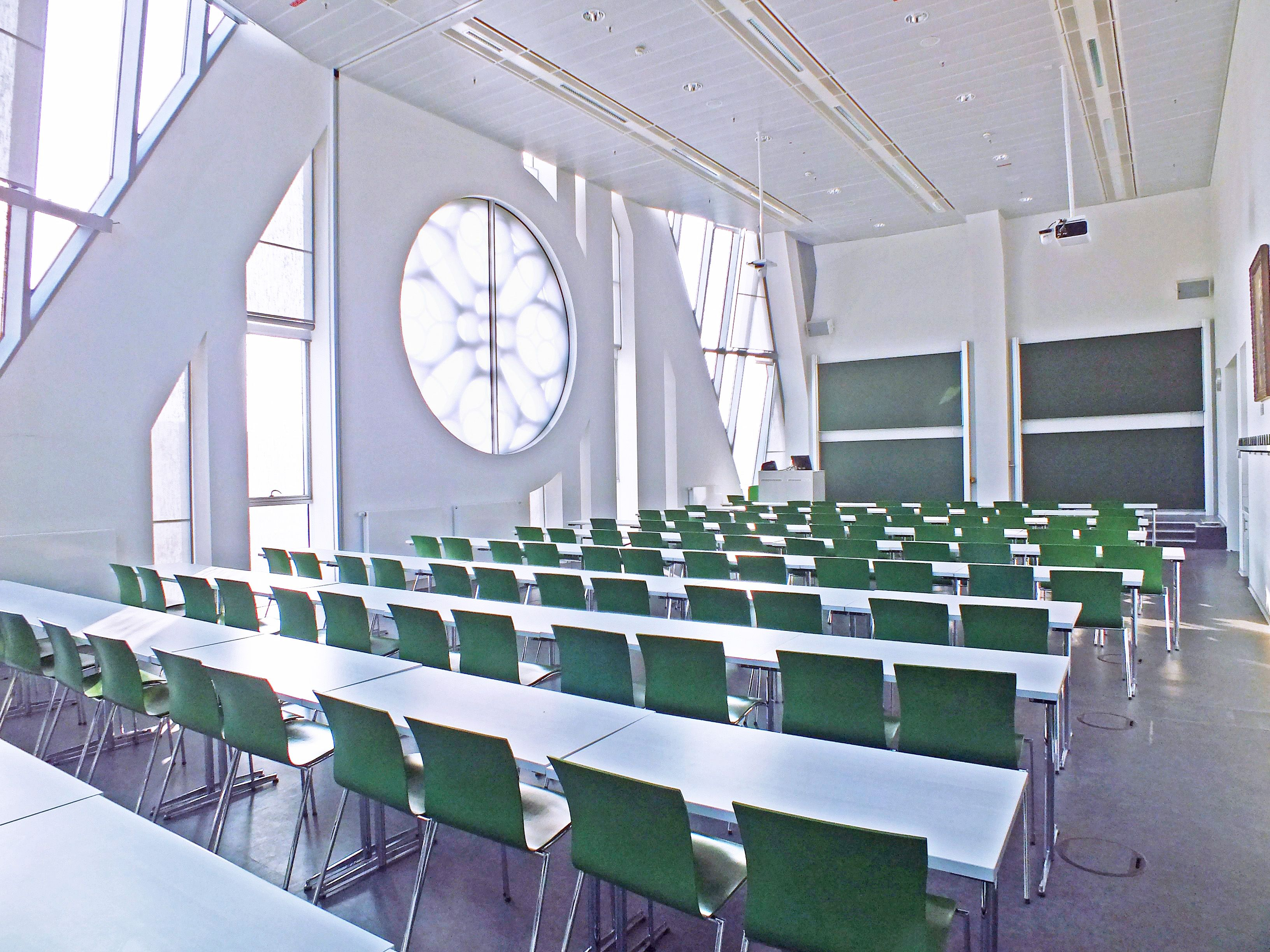
L'aula magna dell'Istituto di Matematica dell'Università di Lipsia dietro il rosone gotico di fronte ad Augustusplatz.
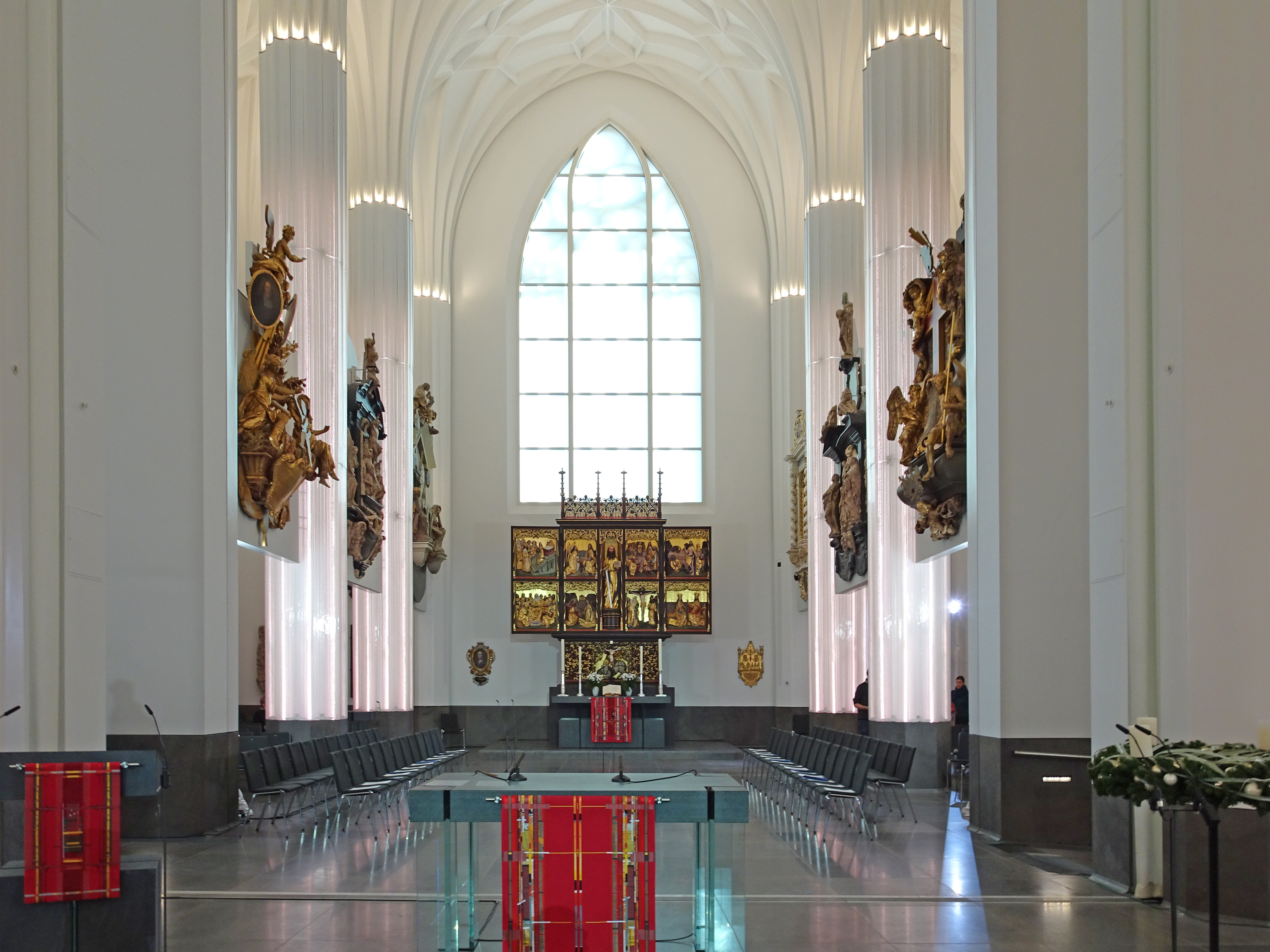
Veduta interna verso l'altare.
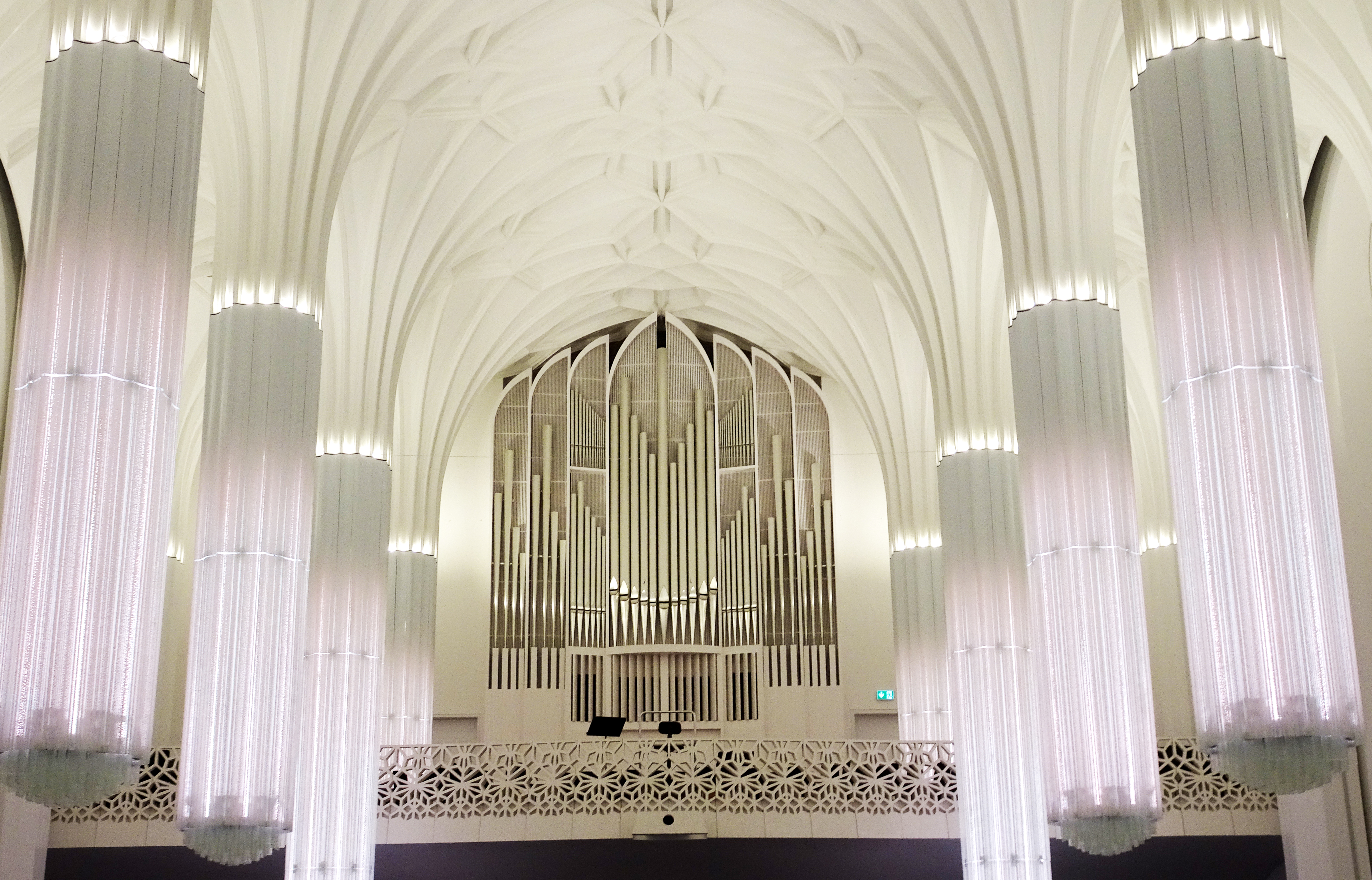
L'organo.

## Storia

### Paulinerkirche e Paulinum fino al 1830

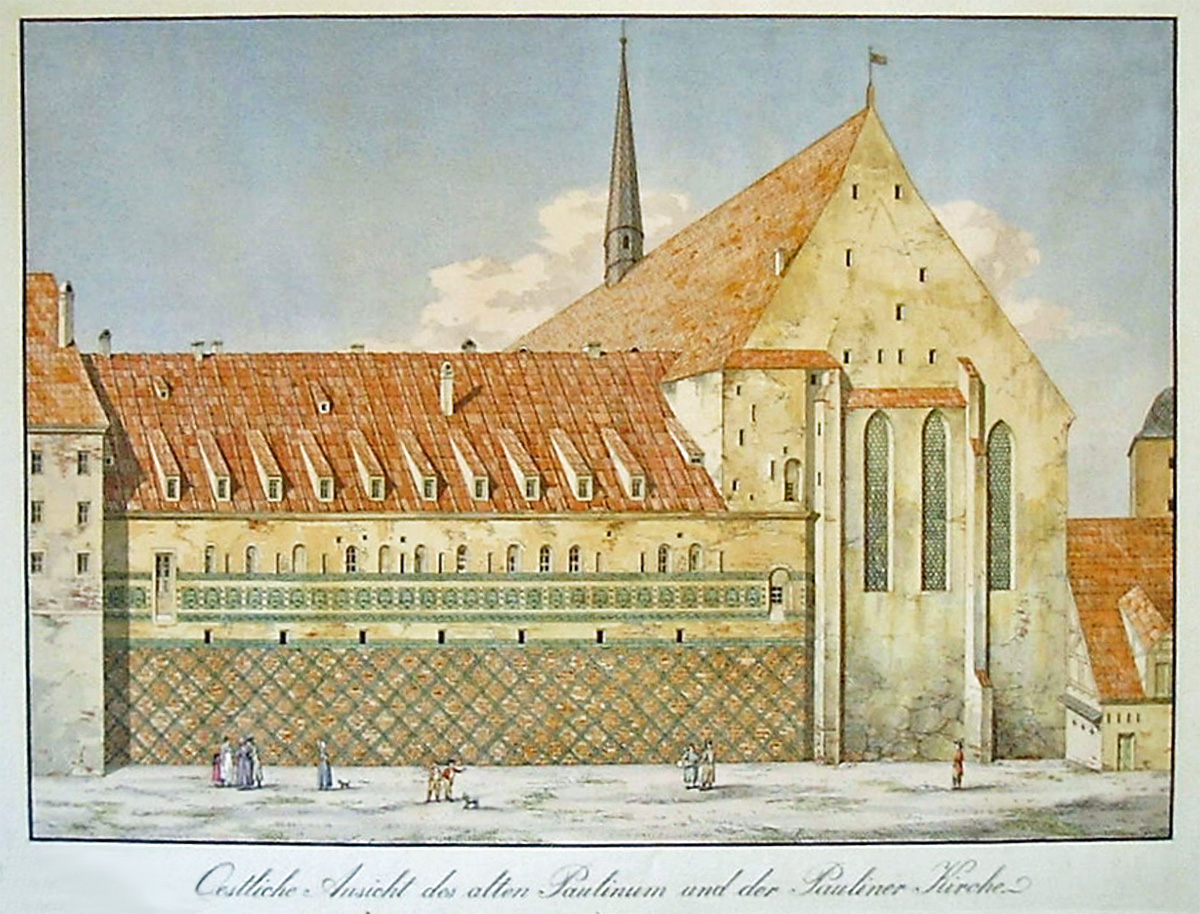
Paulinerkirche e Collegium Paulinum prima del 1830

Nel XIII secolo sul sito dell'attuale Paulinum sorgevano gli edifici monastici del monastero domenicano di San Paolo, costruiti all'inizio del XIII secolo. La chiesa del monastero fu consacrata nel 1240. I singoli edifici furono sostituiti nel XV secolo. A quel tempo, la Paulinerkirche serviva all'Università di Lipsia come auditorium massimo, luogo per studi di dottorato, luogo per funzioni religiose e luogo di sepoltura per professori universitari.
Il monastero, secolarizzato dopo la Riforma protestante, compresa la chiesa gotica a tre navate di San Paolo, fu ceduto come proprietà all'Università nel 1543 e da questa utilizzato come "Collegium Paulinum". Dopo i lavori di ristrutturazione, nel 1546 anche la facoltà di medicina si trasferì al Paulinum. Nel 1704 fu aperto un teatro anatomico nel Paulinum.

### Paulinum e Paulinerkirche dal 1830 al 1968

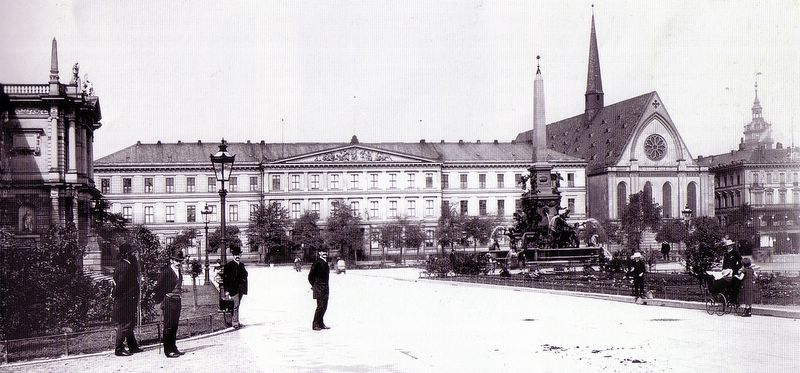
Paulinerkirche e Augusteum intorno al 1890

Nel 1830 l'edificio adiacente alla Paulinerkirche fu demolito e sostituito tra il 1833 e il 1836 da un nuovo edificio principale rappresentativo dell'università, l'Augusteum, compreso un auditorium, con la facciata rivolta verso Augustusplatz, su progetto di Albert Geutebrück (1801–1868). Il nome Paulinum si riferiva all'edificio nel cortile del quartiere Pauliner chiamato Mittelpaulinum e all'edificio lungo la Universitätsstrasse, chiamato Vorderpaulinum.
Alla fine del XIX secolo l'intero campus universitario fu radicalmente ristrutturato da Arwed Roßbach (1844–1902). L'Augusteum, che aveva una nuova facciata, fu ampliato comprendendo un'ala centrale, una sud e una ovest. L'ala ovest della Universitätsstrasse si chiamava ora Paulinum. Tutti i vecchi edifici universitari furono demoliti. Rimase solo la casa principesca adiacente alla Grimmaische Strasse (costruita intorno al 1560).
Tutti gli edifici universitari, tranne la Paulinerkirche, furono gravemente danneggiati dai bombardamenti del 1943, ma alcuni furono resi nuovamente utilizzabili dopo la guerra. Secondo una decisione del Politburo del Partito Socialista Unificato di Germania (SED) in 1959, l'Augusteum doveva essere ricostruito, la chiesa universitaria di St. Pauli doveva essere spostata a ovest e davanti al frontone orientale doveva essere costruito un nuovo edificio per l'università. Anche la direzione distrettuale del SED di Lipsia ha chiesto la ricostruzione dell'Augusteum. L'università ha chiesto con veemenza nuovi edifici più grandi, ma non la rimozione della chiesa universitaria. Dopo che il progetto di spostare la chiesa universitaria a ovest si è rivelato irrealizzabile e la costruzione dei nuovi edifici urgentemente necessari è stata messa a repentaglio, la città ha iniziato a progettare gli edifici universitari senza i vecchi edifici. Il 23 maggio 1968 si decise di ristrutturare radicalmente il lato ovest di Karl-Marx-Platz (oggi: Augustusplatz) con un carattere socialista.
La chiesa universitaria, rimasta quasi intatta durante la seconda guerra mondiale, fu fatta saltare in aria per motivi politici dopo che l'inventario era stato parzialmente messo in sicurezza solo una settimana dopo la decisione della città del 30 maggio 1968, e poco dopo furono fatti saltare in aria anche i restanti edifici.

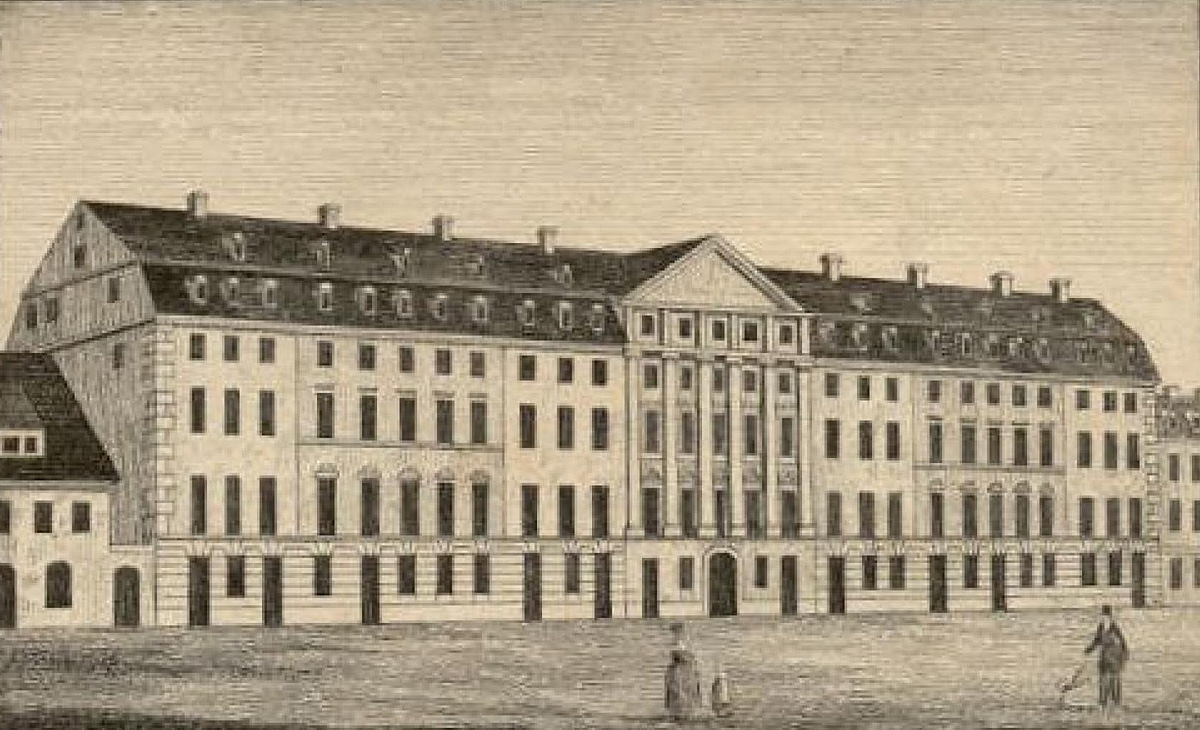
Il vecchio Paulinum (Vorderpaulinum) nella Universitätsstrasse (intorno al 1830)
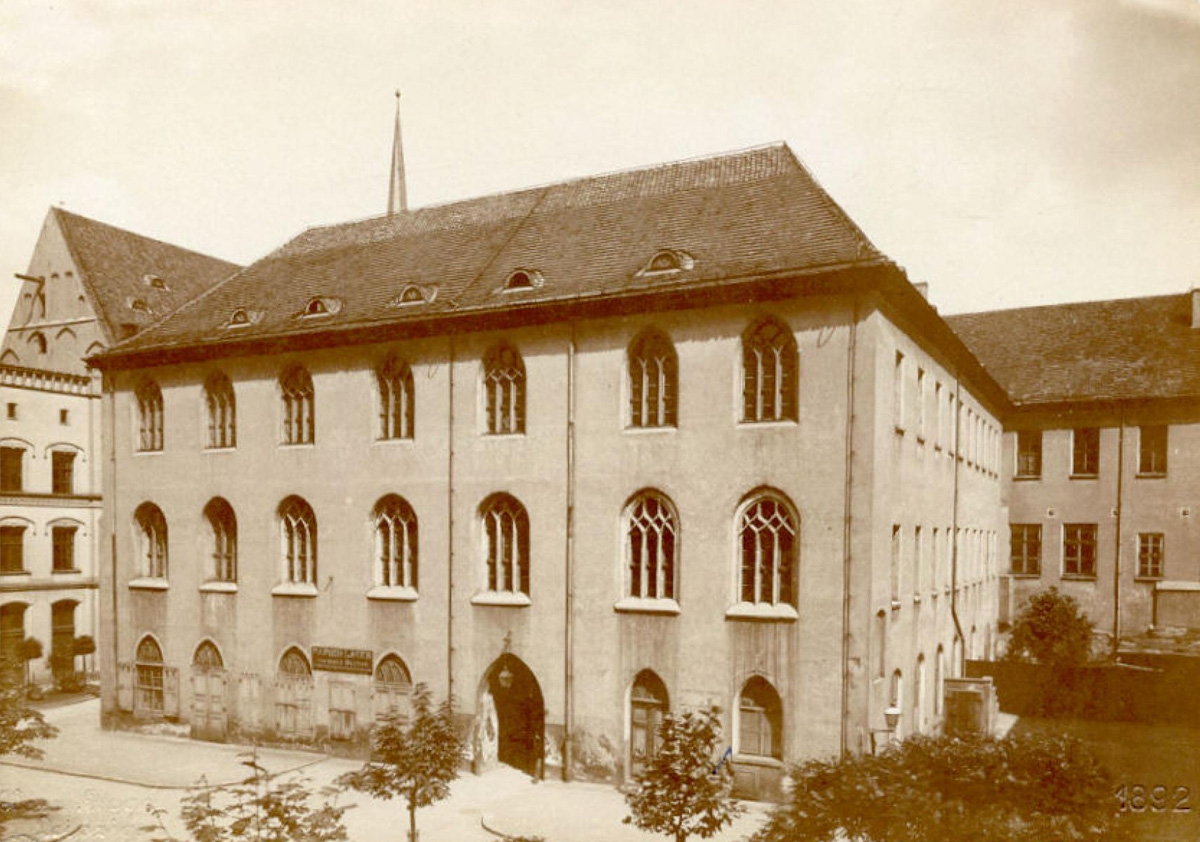
La biblioteca (Mittelpaulinum) nel cortile dell'antica Paulinum (1890 circa)
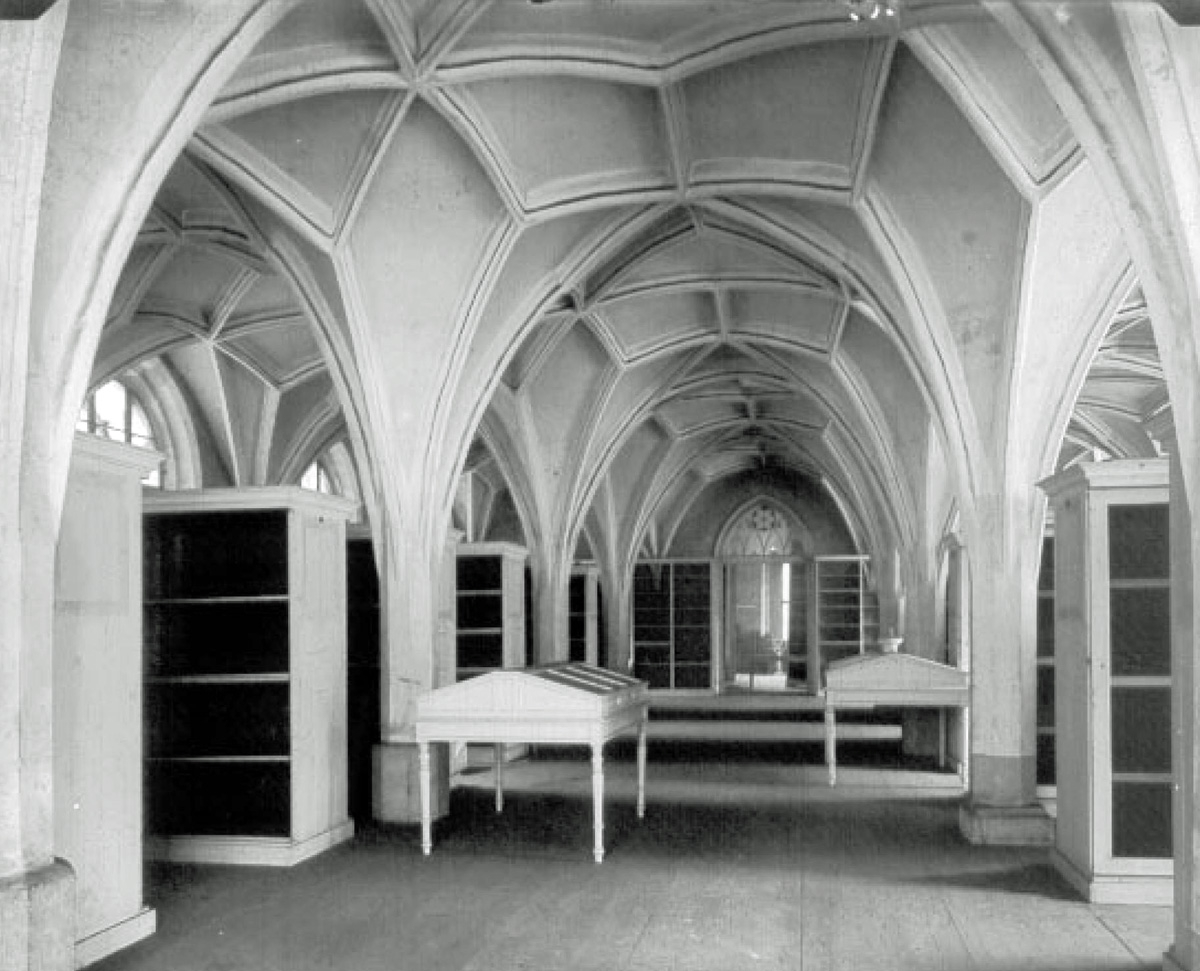
Interno della biblioteca nel Mittelpaulinum prima della sua demolizione (1890 circa)

### Edificio principale dell'Università Karl Marx
Sul sito della chiesa e su quello dell'Augusteum fu costruito l'edificio principale dell'edificio socialista dell'Università Karl Marx di Lipsia con il massiccio rilievo in bronzo “Aufbruch”, che si trovava esattamente sul sito del timpano di la Chiesa Paolina esplosa.
Per commemorare la distruzione della Paulinerkirche, nel 1998 l'artista Axel Guhlmann ha installato sul muro dell'edificio principale dell'università la “Paulinerkirche Installation”, una struttura in acciaio alta 34 metri che riproduceva il frontone della chiesa nelle sue dimensioni originali.

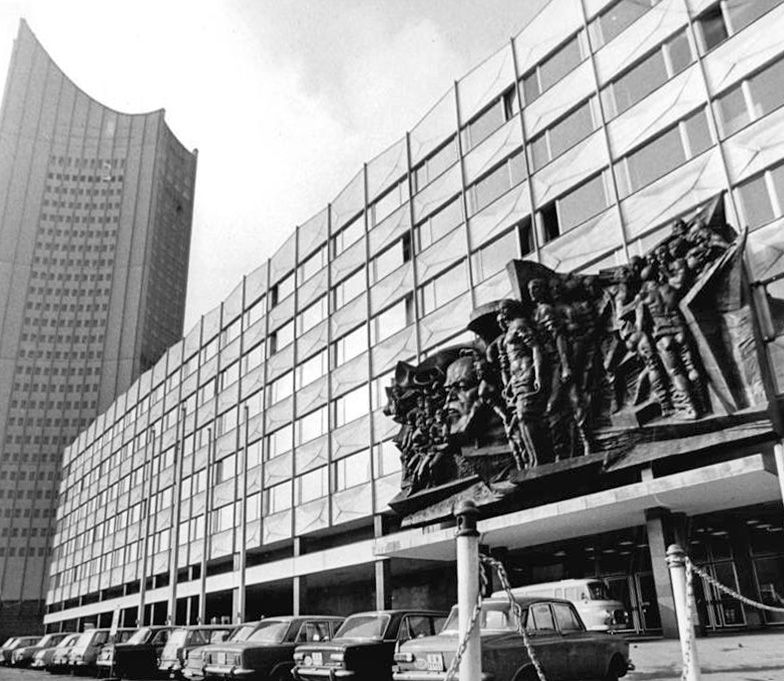
L'edificio principale dell'ex Università Karl Marx (1975), demolita nel 2007
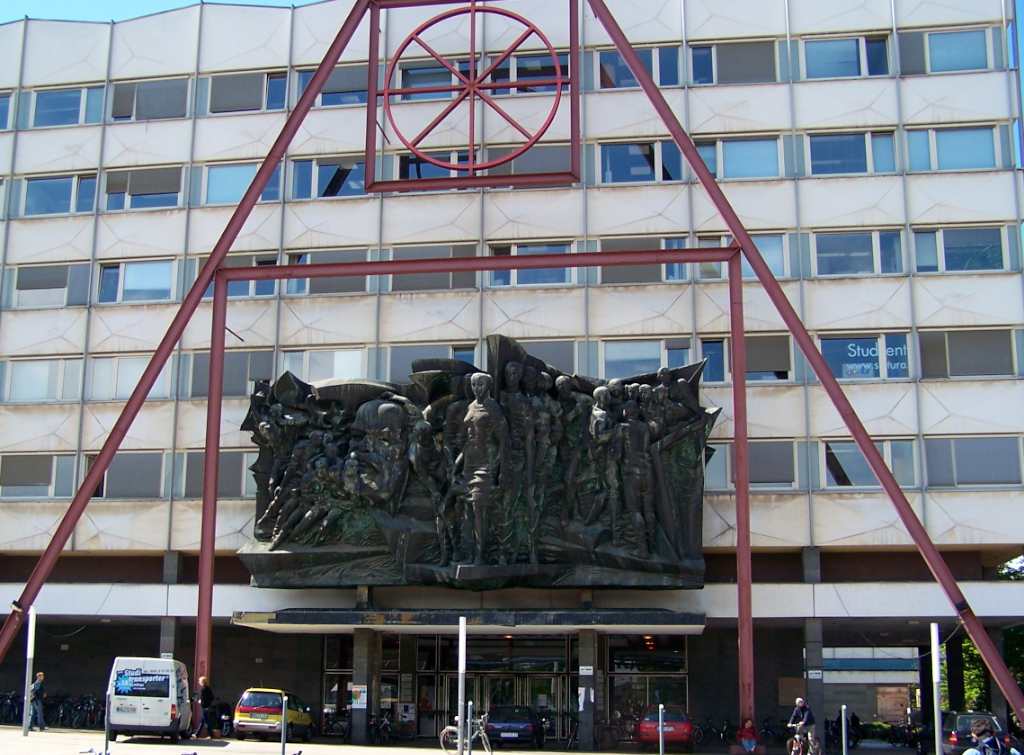
“Installazione Paulinerkirche” davanti all’edificio universitario (2006)

### Progettazione e nuova costruzione
Nel febbraio 2000, dopo un'adeguata discussione, il Consiglio dell'Università ha deciso la tesi sulla "funzione futura e la progettazione strutturale dell'edificio principale dell'università in Augustusplatz a Lipsia", secondo la quale il vecchio e sempre più fatiscente complesso universitario della Repubblica Democratica Tedesca sarebbe stato sostituito da un moderno, dovrebbe lasciare il posto a campus universitari orientati al futuro. Nell'agosto 2001, il Libero Stato di Sassonia ha annunciato un concorso architettonico a livello europeo in due fasi per riprogettare il complesso universitario, esclusa la ricostruzione della chiesa universitaria. Lo studio di architettura behet + bondzio di Münster ha vinto il secondo posto nel maggio 2002, il primo posto non è stato assegnato.

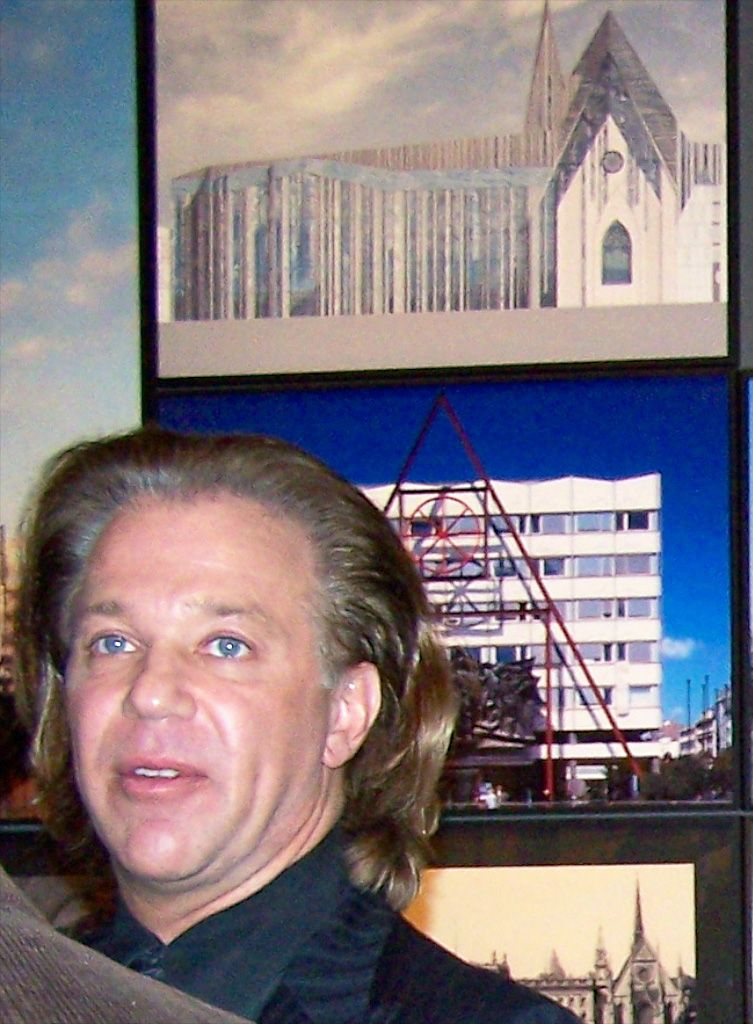
Erick van Egeraat 2007 a Lipsia

L'insoddisfazione per il progetto behet + bondzio e per la richiesta di ricostruzione della chiesa universitaria, espressa in particolare dal Paulinerverein e. V., ha dato luogo ad un dibattito pubblico, a seguito del quale il governo sassone ha deciso nel gennaio 2003 di promuovere la ricostruzione. Per protestare contro ciò, il 30 gennaio 2003 il rettore dell'università Volker Bigl (1942–2005) si dimise dal suo incarico. Il successivo processo di qualificazione del concorso di architettura è stato vinto il 24 marzo 2004 dallo studio di architettura Erick van Egeraat associate architects (EEA) di Rotterdam.
Nel 2007 è iniziata la demolizione del vecchio complesso universitario e il 21 ottobre 2008 è stata celebrata la posa della bandiera sul tetto del Paulinum. Il 6 dicembre 2009, nella conchiglia completamente sovraffollata, ha avuto luogo la prima funzione. Nel Giorno della Riforma 2010 e il 5 dicembre 2010 si sono svolti ulteriori servizi con un numero ridotto di persone.